# Simfonia núm. 1 (Brahms)
La Simfonia núm. 1 en do menor, op. 68, de Johannes Brahms va ser estrenada el 4 de novembre de 1876 a Karlsruhe, llavors pertanyent al Gran Ducat de Baden, sota la direcció de Felix Otto Dessoff, amic del compositor. El mateix Brahms va declarar que la simfonia, des dels esbossos fins als tocs finals, va trigar 21 anys, del 1855 al 1876. Una actuació típica dura entre 45 i 50 minuts.

## Història
La llarga gestació de la Simfonia en do menor que finalment seria la seva primera, es pot atribuir a dos factors. En primer lloc, l'autocrítica exigent de Brahms el va portar a destruir moltes de les seves primeres obres. En segon lloc, els amics de Brahms i el públic esperaven que continués "l'herència de Beethoven" i produiria una simfonia d'una dignitat i un abast intel·lectual proporcionats, una expectativa que Brahms sentia que no podria complir fàcilment en vista de la reputació monumental de Beethoven. Brahms va comentar una vegada que «compondre una simfonia no és cap broma», i en una altra ocasió va dir, «Jo mai acabaré una simfonia. No teniu ni idea de com és sentir darrere teu els passos d'un gegant com Beethoven». Altres de les seves composicions va anar prenent forma durant també dues dècades, com el Quartet de Piano, op. 60, que també van tenir origen a mitjans dels anys 1850.
Brahms va començar a compondre una simfonia en re menor l'any 1854, quan només tenia vint-i-un anys, però aquesta obra va patir un canvi radical abans que gran part d'ella fos finalment refusada com el seu primer Concert per a piano, també en re menor. Les primeres idees al voltant de la Primera Simfonia les va anotar el 1855. Al voltant del 1862, ja havia avançat prou en el primer moviment per mostrar-lo als seus amics, tot i que presentava bastants diferències respecte al que es va acabar estrenant.
Probablement va ser l'any 1868 quan Brahms finalment es va adonar del que seria l'estructura final de la seva Primera Simfonia. El setembre d'aquell any, va enviar una targeta a la seva amiga de tota la vida, Clara Schumann, dibuixant la melodia d'Alphorn que sortiria al Finale de la simfonia, juntament amb el famós missatge "Així ha sonat avui el corn del pastor!" Malgrat l'evidència del desenvolupament de l'obra, la simfonia no s'estrenaria fins vuit anys després, el 1876.
Amb gran cautela, va estrenar-la a la relativament petita ciutat alemanya de Karlsruhe, on el seu amic Otto Dessoff era el director de l'orquestra. Després de l'estrena, el 4 de novembre de 1876, va fer més revisions, i el 1877, la Simfonia, després que l'obra s'hagués representat a tres ciutats, tal com la coneixem avui va ser publicada per Fritz Simrock, també amic i editor de Brahms. Aparentment, el manuscrit del primer moviment no va sobreviure, però la resta ha estat reproduïda en facsímil en miniatura per Dover Publications. El manuscrit autògraf del segon, tercer i quart moviment està en mans de la Morgan Library & Museum de la ciutat de Nova York.
Com si hagués quedat alliberat d'haver de demostrar les seves capacitats, va començar de seguida a treballar en la seva Segona Simfonia, que va veure la llum en menys de tretze mesos. Altres de les seves composicions va anar prenent forma durant també dues dècades, com el Quartet de Piano, op. 60, que també van tenir origen a mitjans dels anys 1850.

## Instrumentació
La simfonia està escrita per a dues flautes, dos oboès, dos clarinets, dos fagots, contrafagot, quatre trompes, dues trompetes, tres trombons (només quart moviment), timbals i la secció de corda.
Tot i que Brahms va especificar habitualment les afinacions de trompa "naturals" (sense vàlvules) a les seves composicions (per exemple, trompa en fa), les actuacions solen oferir-se amb trompes franceses modernes amb vàlvules.

## Estructura
La simfonia consta de quatre moviments, marcats de la següent manera:
1. Un poco sostenuto — Allegro – Meno allegro (do menor, acabant en do major)
2. Andante sostenuto (mi major)
3. Un poco allegretto e grazioso (la bemoll major)
4. Adagio — Più andante — Allegro non troppo, ma con brio – Più allegro (do menor – do major)

### I. Un poco sostenuto — Allegro
El primer moviment és en forma sonata amb una introducció ampliada, amb una variació extensa i molt elaborada del tema del moviment.

#### Introducció
Única entre les simfonies de Brahms, la Primera Simfonia s'introdueix mitjançant una introducció formal (una partitura de 1862 de la simfonia va començar originalment amb la segona secció Allegro). Després d'una secció d'obertura processional de "poco sostenuto" amb ritmes sincopats caòtics recolzats per timbals palpitants, el vent-fusta i les cordes en pizzicato juguen amb frases temàtiques que s'exploraran completament en la següent exposició. Un breu i tempestuós retorn al desenvolupament original, aquesta vegada en la dominant de sol i recolzat pels timbals, és finalment seguit de noves introduccions melòdiques interpretades per l'oboè, la flauta i els violoncels abans de resoldre's en un llarg passatge de transició en 9/8 que acaba amb una nota sol picada als violoncels.

#### Exposició
L'exposició comença sobtadament, fent ressò de la nota final pinçada de la introducció amb una exclamació orquestral, seguida d'un breu lema que condueix al tema principal, que inicialment és tocat, estridentment, pels violins. L'estat d'ànim general és "salvatgement energètic" i "semblant a un scherzo" en un temps de 6/8. A mesura que la responsabilitat del tema principal passa dels violins als instruments de vent-fusta, les cordes i els timbals comencen a sonar un ritme da-da-da-DUM que recorda fortament el ritme "destí" de la Cinquena Simfonia de Beethoven.
Una transició prolongada condueix a l'arribada de la tonalitat de mi ♭ major que, al seu torn, introdueix el segon tema fluid i relaxant. Aquesta temàtica, que està relacionada amb el lema que s'utilitza per obrir el moviment, es realitza a la secció de vent, dirigida per l'oboè i el clarinet amb el suport del fagot i, finalment, de les trompes franceses. Una forta intervenció de les violes acaba aquest passatge pacífic amb una seqüència de tonalitats menors descendents que s'obre a un nou tema de tancament que condueix a un passatge grandiloqüent final que tanca l'exposició. Aleshores, la partitura demana una repetició completa, que requereix un retorn brusc a do menor.

#### Desenvolupament
L'acció de la secció de desenvolupament comença amb un descens complet en si major, i la inestabilitat es produeix a mesura que la interacció entre el motiu "Heroica" i les frases del tema original es reprodueixen entre si. Una sèrie de modulacions, cadascuna que sembla allunyar-se més de la tònica, finalment condueixen el camí de tornada a la recapitulació. A partir d'una remor tèrbola als baixos, la música agafa força amb un emocionant conjunt d'arpegis en els violins amb el suport del metall, que repeteixen el motiu "Heroica" amb gran prestigi. Finalment, una "digressió impactant" a la línia de baix porta a una modulació a fa ♯, preparant l'escenari per a la recapitulació.

#### Recapitulació i coda
Un inici una mica nebulós de la recapitulació és seguit d'una reafirmació escurçada del primer tema, permetent que la música continuï en la tònica, en lloc de reprendre les progressions tonals seguides originalment a l'exposició. La coda comença amb cordes en pizzicato que decreixen ràpidament, donant lloc a un conjunt de modulacions interpretades a les cordes amb els seus arcs que condueixen a la cadència de tancament. El moviment acaba pacíficament en do major.

### II. Andante sostenuto
El segon moviment en mi major està en forma ternària modificada (A–B–A'). Escrit en un temps de 3/4, posseeix un caràcter "profund, però essencialment líric".

#### Secció A
Les cordes introdueixen un tema fluent i creixent, inicialment doblat pel fagot. La frase inicial s'acaba amb un passatge rítmic de punts més foscos i descendent recolzat per les trompes baixes. Segueix una segona frase molt intensa, amb una interacció sincopada de les cordes agudes contra les cordes baixes i els vents de fusta.
Després d'un breu passatge de transició, l'oboè introdueix un tema en ascens, semblant a una cançó, que inicialment només s'acompanya de les violes i els altres vents. A mesura que el tema es mou a través d'un crescendo ampli, la resta de cordes proporcionen un suport harmònic exuberant. Com abans, aquest tema s'inicia amb un passatge una mica més fosc i descendent, que es resol amb una declaració de tancament liderada per les cordes.

#### Secció B
Part I. Les cordes introdueixen un "ritme puntejat i saltant". A mesura que puja el tema, els violins i les violes el desenvolupen encara més, abans de girar cap avall per unir-se amb les cordes greus. Finalment, l'estat d'ànim s'enfosqueix en do sostingut menor que condueix a la segona part de la secció.
Part II. L'oboè torna a emergir amb un solo llarg i suau en do sostingut menor. Es torna a combinar inicialment amb un suport delicat de les cordes. Aquesta vegada, però, el clarinet recull el tema principal mentre l'ambient s'il·lumina breument. Al cap d'una estona, l'acció de suport dels vents fusta s'uneix amb l'acompanyament de cordes, però els vents de fusta finalment cauen, deixant que les cordes es traslladin a un territori harmònic més fosc. Finalment, la música passa a una sessió de transició més suau i misteriosa, que condueix a la secció final.

#### Secció A'
En una quasi-recapitulació, els vents entren brillants en un tema molt relacionat amb l'obertura del moviment. Després d'una sèrie de passatges que s'assemblen —però sense ser el mateix— a la secció A inicial, entra el violí principal amb una interpretació del primer tema de l'oboè, aquesta vegada amb un suau acompanyament de les trompes.

#### Coda
La trompa solista cita l'inici del segon tema "oboè" del moviment, que posteriorment és elaborat pel violí principal en sol.

### III. Un poc allegretto e grazioso
Com en el segon moviment, el tercer moviment és en forma ternària. Està compost per un temps 2/4 Allegretto i contrasta amb el 6/8 de la secció del trio, seguida d'una repetició del material de l'Allegretto i la coda. Un aspecte notable d'aquest moviment és l'atenció acurada de Brahms a la simetria.
El forma es podria descriure com:
A B A 1 B 1 C D C 1 D 1 A ₂ – trio – A ₃ B ₂ A 4 – coda

#### Allegretto

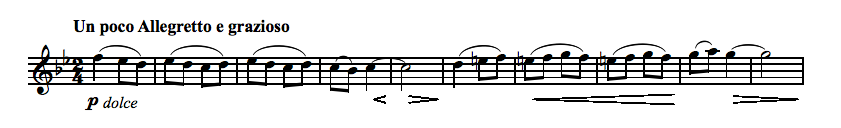
Un tema tal com diu el clarinet

L'Allegretto és en la tonalitat de la ♭ major i comença amb una melodia tranquil·la i escalonada al clarinet. La figura de quatre compassos s'estén a cinc compassos irregulars a través d'un petit pont entre les frases de les cordes. El clarinet completa el tema en la de l'Allegretto amb una inversió dels cinc primers compassos escoltats.

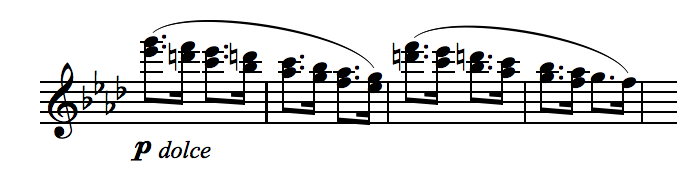
Tema B tal com diuen les flautes

El tema B entra al compàs 11 i presenta un patró de corxeres amb punts descendents a la flauta, el clarinet i el fagot amb les cordes fent ressò del ritme en figures ascendents i descendents. Després de vuit compassos, apareix A1 amb els violins iterant el primer tema i una secció de pont cromàtica més llarga que amplia l'estructura de la frase a set compassos. B1 es presenta amb una extensió a C.
Els temes C i D es diferencien dels dos primers perquè són més curts i rítmicament més angulars. Els temes A i B presenten un pizzicato gairebé constant a les cordes, mentre que el C i el D són més complexos amb un patró de semicorxera entrellaçat que acompanya els vents. El moviment del mode major a fa menor també marca aquestes seccions com a part del material anterior. Aquest contrast evident de caràcter i estat d'ànim pot fer pensar en les seccions C i D com una mena de trio dins de la primera secció de l'Allegretto en la forma ternària més gran que mostra el moviment en conjunt. La simetria dins d'una secció reflecteix la simetria del conjunt.
A₂ tanca la primera secció principal amb el clarinet indicant el primer tema, tal com ho va fer al principi, acabant amb una transició al trio.

#### Trio

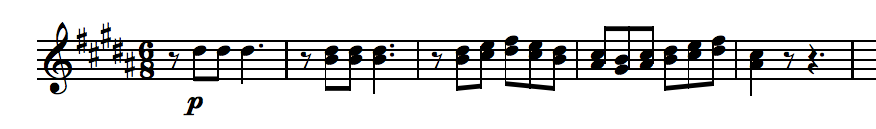
Tema del trio

El Trio ofereix un canvi de clau, així com un canvi d'hora. La tonalitat es mou a si major, una tercera menor enharmònica lluny de la ♭. Aquest moviment de clau s'equilibra amb les seccions C i D en fa menor, també una tercera menor lluny de la tecla de casa però en sentit contrari. La signatura de temps canvia d'un 2/4 majestuós a un 6/8 més pastoral. La flauta, l'oboè i el fagot introdueixen una melodia alegre en moviment pas a pas com en el tema A. Les cordes afegeixen un arpegi descendent de tres notes. Aquests dos motius conformen la major part del material del trio. La reafirmació i el desenvolupament d'aquests temes es produeix fins que els metalls i els vents s'uneixen per a una repetició final de la melodia. El segon final torna l'orquestra en un temps de 2/4 i a A₃.

#### Retorn de l'Allegretto
Una diferència important entre A₃ i les iteracions anteriors de A és l'efecte persistent del trio sobre el moviment. La crida monòtona de l'obertura de la melodia del trio apareix sobre la melodia del clarinet amb la flauta, l'oboè i el fagot. L'efecte rítmic dels tres instruents també envaeix el món dels cors purs del tema A, produint polirítmes. En lloc de la inversió del tema que esperem a la segona frase de A, les cordes prenen el relleu i ofereixen una melodia completament diferent, però amb essencialment el mateix contorn que la inversió. B₂ ocupa un espai significativament més gran de la repetició que en l'anterior Allegretto. Condueix a través d'una transició estesa a l'última i tranquil·la declaració de A a l'uníson per les cordes. Cordes de cors puntejades acaben el moviment propi amb idees del tema B.

#### Coda
L'entrada a la coda està marcada poco a poco più tranquillo i el moviment acaba amb el batec suau dels tres instruments citats de la secció del trio. Els darrers compassos acaben una mica bruscament amb l'arpegi descendent de les cordes del trio acabant amb el ritme baix d'un nou compàs.

### IV. Adagio — Più andante — Allegro non troppo, ma con brio — Più allegro
Com amb el primer moviment, Brahms comença el moviment final amb una introducció formal en do menor. El finale, destacat pel seu "ampli abast" resol totes les tensions que havia aixecat el primer moviment però que (magníficament) no va poder dissipar-se. Excepte el temps () de la coda Più allegro, el moviment és una mètrica comuna ().

#### Introducció (Adagio — Più andante)
Part I (Adagio – do menor). La introducció ampliada comença amb una tèrbola i ominosa seqüència descendent de quatre notes a les cordes, que és seguida d'una "anticipació" tràgicament representada de l'alegre tema "Alphorn" del moviment. Segueix un passatge de notes de cordes en pizzicato, polsades en grups de dues notes transcorregudes entre les seccions d'instruments aguts i greus, que augmenta en tempo i volum fins que el tema tràgic anterior torna a emergir en una breu repetició. Això és seguit d'un segon passatge de cordes en pizzicato, que es resol en un canvi sobtat a un conjunt creixent de modulacions en els vents de fusta seguit d'un conjunt d'arpegis ràpids a les cordes que condueixen a la gran entrada del tema d'Alphorn en do major.
Part II (Più andante – do major). Les trompes, inclosa la primera entrada dels trombons, introdueixen el tema de l'Alphorn amb una "noble i gran presentació" sobre un "núvol brillant" de cordes, en "un dels moments orquestrals clàssics del segle XIX". Quan les trompes acaben la interpretació de la melodia de l'Alphorn, es lliura a les flautes perquè la recitin. Això condueix a un coral suau al metall, que es conclou amb la transició a l'exposició. Les tres primeres notes del tema Alphorn creat es presenten en un crescendo que es resol en una conclusió allargada sobre els timbals colpejats seguits d'un acord tranquil morint al metall.

#### Exposició
El tema principal comença immediatament en do major, una "famosa melodia de grans passos" que molts van comparar amb el tema "Freude" de la Novena Simfonia de Beethoven; principalment perquè era "el solitari entre centenars... prou gran com per suggerir la semblança". Aquesta va ser una afirmació que va irritar Brahms, però que, tanmateix, va reconèixer: "qualsevol burro ho pot veure". El tema s'introdueix en els violins i violes en registre alt acompanyat suaument per trompes i recolzat per baix en pizzicato. Després d'uns quants compassos, les cordes s'ondulen a través de la segona frase amb el suport dels fagots. A continuació, els instruments de vent-fusta recullen la melodia, amb les cordes en acompanyament de pizzicato amb timbals suaument trinats. Finalment, l'orquestra completa es desencadena en una interpretació enèrgica que es fragmenta ràpidament en la lluita de la transició. Segueix un passatge dirigit per arpegis de les cordes acompanyades de fagot i contrafagot, que inclou una breu variació de la melodia de la melodia de l'Alphorn que condueix directament al segon tema.
El segon tema arriba com una figura descendent de quatre notes relacionada amb la seqüència inicial i relacionada amb la melodia de l'Alphorn. El tema s'introdueix suaument a les cordes baixes i s'elabora amb els violins. Al segon enunciat del tema s'uneixen primer els fagots, seguits de les flautes i els oboès. Després d'un passatge enèrgic de transició a les cordes, l'oboè continua amb una variació invertida del tema en sol major però finalment es modula a mi menor, donant lloc a la conclusió de l'exposició.

#### Desenvolupament, recapitulació i coda
La breu secció de desenvolupament comença amb una reafirmació completa del tema principal del moviment; l'última vegada que se sentirà completament.
Aquest retorn del tema principal és "escrit de forma molt rica", amb cordes completes que porten la melodia ajudada per "acords de puntuació" als vents i timbals suaument redoblant. L'oboè condueix a una transició a mi bemoll i una secció intensa en desenvolupament marcada per una inestabilitat de la clau i reafirmacions fragmentades i elaboracions de frases de la melodia. Aquests estan aturats entre els vents, dirigits per flautes, i (suaument) per les trompes i els fagots amb cordes en pizzicato que proporcionen un impuls addicional. Segueix una reafirmació enèrgica del tema per part de l'orquestra, però aquesta divaga ràpidament cap a una secció marcada per arpegis de corda i l'arribada d'un nou element temàtic per a un posterior desenvolupament.
Un motiu distintiu que "gira", derivat del tema principal, apareix als vents, intercanviat entre flauta i oboè amb un exuberant acompanyament d'harmonia de les cordes. A continuació hi ha un passatge enèrgic, principalment a les cordes, amb figures d'arpegi caigudes i elements del tema principal recitats en do menor/fa menor.
El motiu giratori torna en una interpretació emocionant liderada per les trompes, seguida d'una recapitulació gairebé irreconeixible del primer tema, amb potents figures descendents sincopades que s'intercanvien entre les cordes i els instruments de vent, sobre una línia de baix que es basa en el "famosa i grandilocuent melodia". Això finalment porta de nou a una interpretació del tema Alphorn, que comença tràgicament a les cordes, però es recupera amb un moviment harmònic suau iniciat amb els vents i seguit d'una important reafirmació de tonalitats a les trompes, aquesta vegada sense les cordes brillants de la introducció. La música comença a perdre impuls a mesura que les cordes toquen una processó descendent que sona com si pogués portar a material de tancament de la secció.
En canvi, el segon tema segueix immediatament en una recapitulació completa en do major, que es reformula amb pocs canvis respecte a la seva aparença original a l'exposició. Tanmateix, un cop completada la reafirmació del tema, un canvi subtil en el passatge final evita la modulació de tonalitats presa a la secció d'exposició, que permet que la recapitulació acabi en do menor. Segueix una llarga coda sense pausa, que torna a do major, reafirma el coral des de la introducció i acaba amb un parell triomfal de cadències plagals.

## Recepció
El valor i la importància dels assoliments de Brahms van ser reconeguts pel crític més poderós de Viena, el fermament conservador Eduard Hanslick. El director d'orquestra Hans von Bülow, el 1877, la va anomenar "La desena de Beethoven", a causa de les similituds percebudes entre l'obra i diverses composicions de Beethoven. Sovint s'observa que hi ha una gran semblança entre el tema principal del final de la Primera Simfonia de Brahms i el tema principal del final de la Novena Simfonia de Beethoven. A més, Brahms utilitza el ritme del lema "Heroica" de l'obertura de la Tercera Simfonia de Beethoven. Aquesta comparació va molestar més aviat a Brahms; va sentir que això equival a acusacions de plagi, mentre que va veure el seu ús de l'idioma de Beethoven en aquesta simfonia com un acte d'homenatge conscient. El mateix Brahms va dir, quan es va comentar la similitud amb Beethoven, "qualsevol burro ho pot veure". No obstant això, aquesta obra encara es fa referència a vegades (encara que poques vegades) com a la "Desena de Beethoven".

## Elements musicals
La simfonia comença amb una àmplia introducció on s'escolten tres elements clau simultàniament: el tambor baix, la figura que puja a les cordes i la figura que baixa als vents. Aquesta introducció es va construir després d'haver anotat la resta de la peça. La secció Allegro del moviment és una gran sonata orquestral, on les idees musicals són enunciades, desenvolupades i reafirmades amb relacions alterades entre elles.
El segon i el tercer moviment són més lleugers en to i tensió que el primer i l'últim moviment. El moviment lent, Andante sostenuto, presenta un lirisme suau a través de tres apartats, el tercer dels quals és un nou tractament dels temes de la primera. El llarg solo de violí recorda algunes de les obres posteriors de Beethoven: els quartets tardans i Missa Solemnis. El tercer moviment, semblant a un scherzo, té un esperit fàcil però està ple de ritmes complexos i textures entrellaçades.
El quart moviment comença amb una introducció lenta, on una nova melodia competeix amb una "retòrica dramàtica ombrívola". A la secció Più andante, les trompes i els timbals introdueixen una melodia que Brahms va escoltar d'un pastor alpí amb les paraules: "A dalt del turó, al fons de la vall, t'envio mil salutacions!" Aquest moviment conté melodies que recorden la Novena Simfonia de Beethoven. L'última secció —Allegro non troppo, ma con brio— conté una gran melodia en una tonalitat major que recorda Beethoven.